# Modalizem
Modalizem je trinitarično heretično krščanstvo, ki zagovarja, da so Oče, Sin in Sveti Duh le trije načini razodevanja istega Boga.